# Libro Genealógico de la Raza Bovina de Lidia
El Libro Genealógico de la Raza Bovina de Lidia (LGRBL) es un registro dependiente del Ministerio de Agricultura, Pesca y Alimentación de España destinado a proteger, conservar y mejorar la crianza y selección del toro de lidia, según las características propias de esta raza ganadera. Se trata de una política enmarcada dentro de la normativa europea que pretende salvaguardar las características de aquellas especies animales consideras como de pura raza, entre las que se encuentra el toro de lidia.

## El Libro Genealógico
El Libro Genealógico de la Raza Bovina de Lidia forma parte de las medidas políticas adoptadas por los distintos gobiernos de España destinados a mejorar la ganadería extensiva en el país, especialmente de aquellas especies consideras como autóctonas y que disponen de un alto valor zootécnico y medioambiental.

La creación de este libro se remonta al 17 de enero de 1980 cuando la Dirección General de la Producción Agraria, dependiente del Ministerio de Agricultura, resuelve la aprobación de un libro genealógico dispuesto a reconocer las particularidades del toro de lidia así como el sistema de selección y crianza determinado por los ganaderos; estableciendo la necesidad de asentar una serie de datos elementales para tener conocimiento de la evolución de la especie dentro del campo bravo español:
La raza bovina de lidia constituye una singular rama de la ganadería, consecuente a un quehacer secular desarrollado inteligentemente por los criadores españoles que, a través de una ingente labor de selección de factores psíquicos y somáticos, ha aportado una de las más relevantes conquistas de la zootecnia mundial.
El Libro Genealógico, por tanto, nacía con la finalidad de "realizar el seguimiento de las estirpes conseguidas por los diferentes criadores y la posibilidad de contrastar los resultados del proceso de cría en su conjunto". Se trataba de una normativa y una política dispuesta a superar las limitaciones que imponía el ordenamiento jurídico anterior donde el único control que se tenía era el del nacimiento de las reses sin entrar a valorar el proceso de selección así como el origen genético de cada uno de los animales de la cabaña brava.
A partir de este momento, los contenidos propios del Libro Genealógico del a Raza Bovina de Lidia han variado a lo largo de los años según la evolución de la normativa existente. Sin embargo, la primera dotación de contenidos se remonta a 1992, cuando se establece una reglamentación específica.

## Características
Según la orden presentada por el Ministerio de Agricultura, Pesca y Alimentación, donde se establecía que "la raza bovina de lidia constituye una singular rama de la ganadería española, dado que es una de las más representativas del sistema de explotación extensivo". Por este motivo, el legislador, se encargaría de consignar aspectos elementales destinados a conocer el conocimiento de las reses de lidia, sabiendo de dónde procedían, cuáles eran sus datos de nacimiento así como la posibilidad de tener descendencia. 
Las normativas siguientes, que fueron complementando la norma inicial, siguieron aportando campos específicos, destinando a preservar técnicas y métodos propios de las formas del campo, como la forma de hacer el marcado de las reses o conocer, por ejemplo, los méritos que acreditaban cada una de las reses a lo largo de su vida, fruto de su comportamiento en el desarrollo de la lidia. 
El destino de las reses fue también uno de los elementos específicos destinados a regular dentro del Libro Genealógico, interesándose por tanto no solamente en el nacimiento sino también en la forma de muerte de cada una de las reses: muerte natural, durante la lidia o por sacrificio. Lo mismo que el método o forma de reproducción, las estadísticas que presentaba el campo bravo u otras variables de interés para conocer el desarrollo y la situación de la ganadería brava en España.
Hasta 2019, cuando se deroga la normativa sobre especificidades en torno a los libros genealógicos de las razas bovinas en España, los contenidos mínimos para los registro del toro de lidia eran los siguientes:
- Determinación de las características de la raza, incluida su denominación, el prototipo racial y el sistema de calificación.
- Métodos específicos usados en la identificación de los animales, en su caso.
- División del libro genealógico, en caso de existir diversas condiciones de inscripción de los animales en el libro o diferentes procedimientos de clasificación de los animales inscritos en el libro.
- Requisitos para la inscripción de los animales en el libro genealógico.
- Medidas establecidas para garantizar la fiabilidad de la filiación o control de parentesco.
- En caso de solicitar el reconocimiento para la gestión del libro genealógico de una nueva raza, indicación de la duración del período de tiempo durante el cual es posible la inscripción de animales en el registro fundacional.